# Kha Thành
Kha Thành (chữ Hán phồn thể:柯城區, chữ Hán giản thể: 柯城区, âm Hán Việt: Kha Thành khu) là một huyện thuộc địa cấp thị Cù Châu, tỉnh Chiết Giang, Cộng hòa Nhân dân Trung Hoa. Quận này có diện tích 609 kilômét vuông, dân số 400.000 người. Mã số bưu chính của Kha Thành là 324000. Chính quyền nhân dân quận Kha Thành đóng ở số 24, đường Tây An. Về mặt hành chính, quận Kha Thành được chia thành 5 nhai đạo, 2 trấn, 11 hương. Tổng cộng có 40 khu cư dân, 309 ủy ban thôn.
- Nhai đạo biện sự xứ: Thượng Nhai, Hạ Nhai, Hoa Viên, Song Cảng, Hà Hoa, Tân Tân, Tín An.
- Trấn: Thạch Lương, Hàng Phu.
- Hương: Thất Lý, Cửu Hoa, Vạn Điền, Thạch Thất, Hạ Trương, Phù Thạch, Hoành Gia, Khương Gia Sơn.